# シェルバーン (インディアナ州モーガン郡)
シェルバーン (Shelburne) は、アメリカ合衆国インディアナ州モーガン郡ワシントン郡区にある非法人地域。

## 地理
シェルバーンの座標上の位置は、北緯39度26分07秒 西経86度23分34秒 / 北緯39.43528度 西経86.39278度である。